# 麥凱 (昆士蘭州)
21°08′28″S 149°11′10″E / 21.141111111111°S 149.18611111111°E

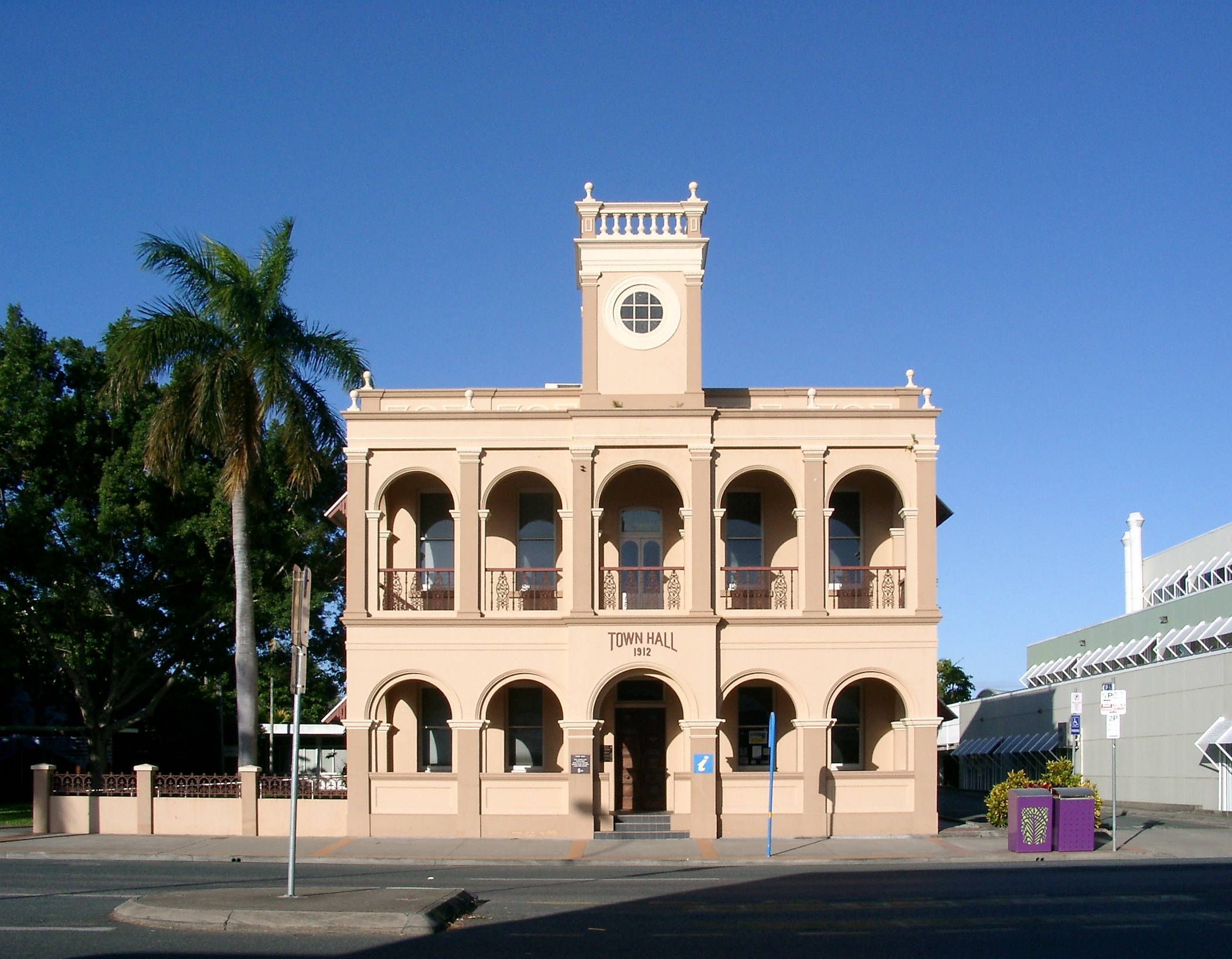
市政厅1912

麥凱（英语：Mackay，/məˈkaɪ/）乃位於澳大利亚昆士蘭州中部的一座沿海城市，位于布里斯班以北970公里，人口81,148（2009年）。该市盛产甘蔗，蔗糖产量约占全国的三分之一，有"澳大利亚蔗糖之都"（英語：Sugar Capital of Australia）之称。

## 地理位置
麦凯位于先锋河（英語：Pioneer River）的入海口，往南距昆士兰州首府布里斯班约950公里车程，往北距艾尔利海滩约150公里车程。

## 外部連結
- University of Queensland: Queensland Places: Mackay （页面存档备份，存于）
- Mackay Region （页面存档备份，存于） website
- Mackay Regional Council （页面存档备份，存于）
- Mackay Port Authority （页面存档备份，存于）
- Mackay Post Office Discover Queensland Buildings website （页面存档备份，存于）